# Józef Nowak (duchowny)
Józef Nowak (ur. 5 grudnia 1908 w Żukowie Górnym, zm. 12 czerwca 1995 w Vidnavie) – polski ksiądz katolicki (dziekan), duszpasterz na Zaolziu i w Jesenicku, więzień niemieckich obozów koncentracyjnych, tłumacz tekstów starożytnych, inicjator restauracji kościołów w kraju ołomunieckim.

## Życiorys
Urodził się w polskiej rodzinie. Jego ojciec był kowalem. Rodzina miała silne tradycje katolickie (dwie jego siostry zostały zakonnicami). Gimnazjum ukończył w Czeskim Cieszynie, po czym wstąpił do Seminarium Duchownego w Widnawie. Święcenia kapłańskie otrzymał w 1933. Do 1940 posługiwał we Frysztacie (z roczną przerwą, kiedy to służył w Lutyni Dolnej). 
12 kwietnia 1940 został aresztowany przez gestapo, ponieważ zawsze oficjalnie występował jako Polak. Przetrzymywano go w więzieniach w Cieszynie i Sosnowcu, po czym wywieziono do niemieckiego obozu koncentracyjnego w Dachau, gdzie z numerem 22089 pracował przy pracach budowlanych. Następnie przewieziono go do obozu Mauthausen-Gusen. Pracował tam w kamieniołomie, co przyczyniło się do utraty przezeń zdrowia. 8 grudnia 1940 powrócił do Dachau, gdzie umieszczono go w jednym z trzech bloków dla księży. Po interwencji Watykanu przydzielono mu lżejszą pracę w ogrodnictwie. Doczekał wyzwolenia obozu przez wojska amerykańskie 29 kwietnia 1945. 
W złym stanie zdrowia powrócił do Frysztatu, gdzie prowadził duszpasterstwo, z czasem rozszerzone na Orłową, Pietwałd i Porubę. W 1951 przeniesiono go na parafię Orłowa II-Lazy. Z uwagi na brak sympatii dla komunizmu w 1963 przeniesiono go na odległą parafię Bílá Voda w kraju ołomunieckim. Posługę sprawował tu excurrendo z Vidnavy. Z czasem przydzielona została mu też parafia vidnawska. Sprawował tam m.in. opiekę nad miejscowymi zakonnicami. Od 1973 inicjował prace i pozyskiwał środki finansowe, ludzkie oraz materiałowe na renowację lokalnych, zaniedbanych kościołów. Pomagali mu w tym byli parafianie z jego dawnych placówek, ale pracował również osobiście, mimo zaawansowanego wieku. Wyremontował kościoły w Vidnavie, Velkiej Kraši i Hukovicach. W wolnych chwilach tłumaczył teksty starożytne. 
Na Jesenicku służył do końca życia. Zmarł w 1995. Znalazła go martwego zakonnica na podłodze kuchni kościelnej. Na własne życzenie pochowano go w rodzinnym Żukowie Górnym.